# Irreligião na Suécia
A Suécia é um dos países mais seculares e irreligiosos do mundo, embora muitas pessoas definam-se irreligiosas mas com uma espiritualidade própria.